# Brännmärkning

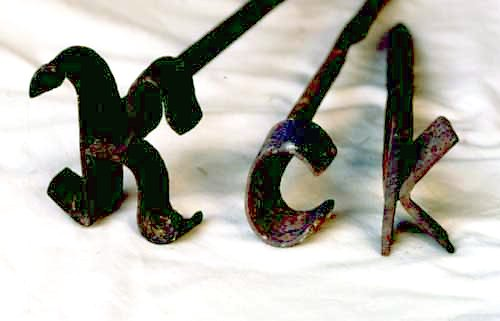
Amerikanska brännjärn

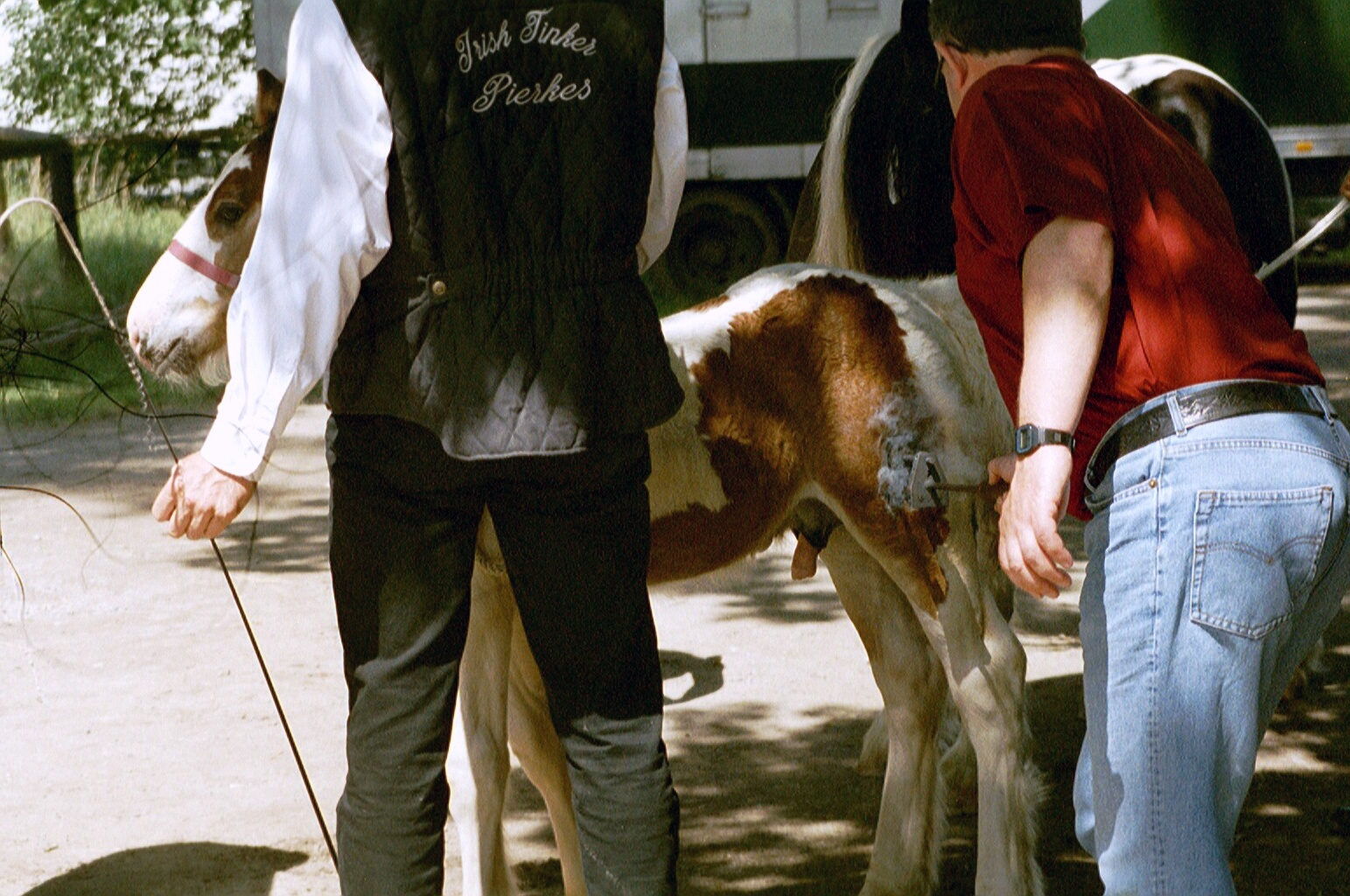

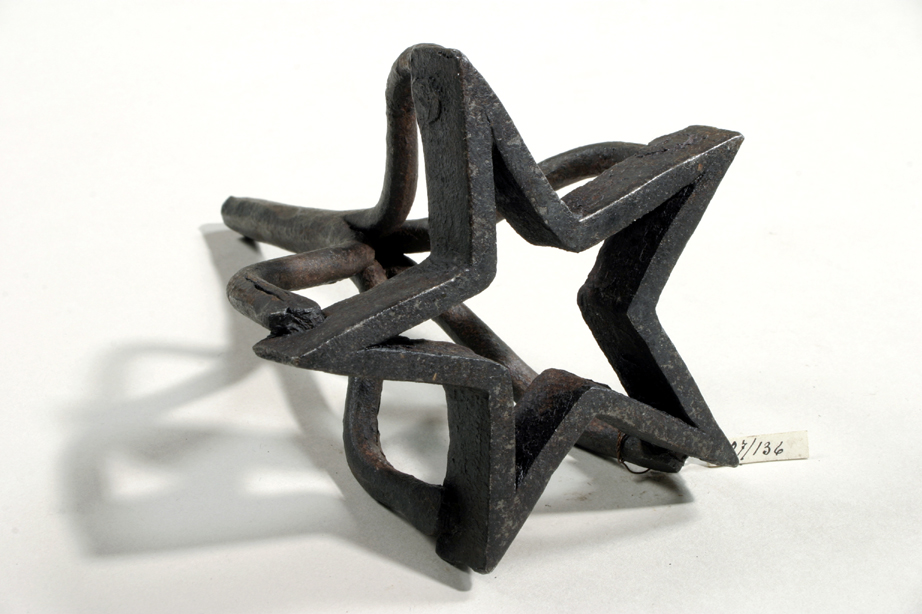
Brännjärn från Strömsholms hingstdepå.

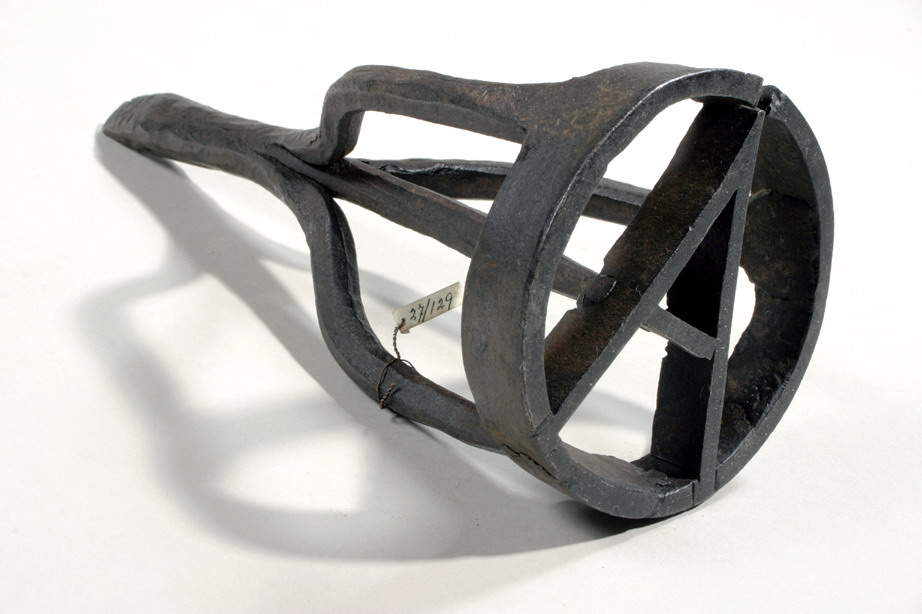
Brännjärn från Strömsholms hingstdepå.

Brännmärkning innebär att med ett glödgat järn bränna in ett märke på ett föremål eller levande djur eller människa. Historiskt har snickarmästare ofta använt brännmärken för att märka sina alster med tillverkarsignatur, men det har även varit vanligt med brännmärken för att markera ägarskap av olika typer av bohag.
Brännmärkning på djur har i Sverige främst förekommit på kor eller svin, men är numera förbjuden.
Metoden används i bland annat USA på boskap där man även använder andra metoder, till exempel frysmärkning. Brännmärkning av hästar sker dessutom för att visa vilken ras hästen tillhör. Även i Sverige märks boskap med uppgifter om djuret, men detta sker numera med hjälp av öronmärkning eller annan typ av identitetsmärkning.

## Historik
Brännmärkning har förekommit under lång tid, och det finns belägg för att man i Egypten redan för 4 000 år sedan brännmärkte oxar som tillhörde ett tempel med gudens symbol. I Sverige har brännmärkning med bomärken tidigare varit vanlig, mycket på grund av det tidigare betessystemet där djur från olika gårdar och byar strövade fritt i markerna.
Bruket blev mycket utbrett på den nordamerikanska prärien, där det var opraktiskt eller rent av omöjligt att hägna in betesmarkerna. Genom brännmärkningen kunde boskapen ströva fritt, för att sedan samlas in av boskapsfösare och sorteras efter ägare. Brännmärkningen infördes i Amerika på 1500-talet av de spanska erövrarna, och redan i februari 1644 stiftades den första lagen om obligatorisk brännmärkning i Connecticut.
Brännmärkning kan sägas vara ett tidigt exempel på ett varumärke, vilket bland annat avspeglar sig i att den engelska termen branding ursprungligen refererade till just brännmärkning av boskap.

## Som bestraffning
Även människor har brännmärkts genom historien, bland annat slavar som brännmärktes med sin ägares bomärke på samma sätt som boskap. På vissa håll har även brottslingar brännmärkts, till exempel i antikens Grekland där ett märke skars ut eller brändes in på slavar och brottslingar (jfr. gr. stigma, "punktering), varefter såret gneds in med färg. Förrymda slavar brändes med den grekiska bokstaven Φ, som är den första bokstaven i ordet pheutikos som betyder "rymling". Romarna övertog både straffmetoden och ordet, som sedermera blev latiniserat till fugitivus.
Under medeltiden var brännmärkning relativt vanlig på olika håll i Europa, bland annat i England där kättare märktes med ett 'B' i pannan (för eng. blasphemy, "hädelse") och lösdrivare märktes med ett 'V' på bröstet (vagabond). Många europeiska länder behöll straffmetoden långt in på 1800-talet; i Norge avskaffades den 1815 i Danmark 1840 och i Frankrike 1848. Bestraffningen tillämpades i Storbritannien så sent som under Krimkriget på 1850-talet, då desertörer brännmärktes med ett 'D'.
I Sverige fanns brännmärkning med i Bjärköarätten som bestraffning för stöld, men saknas i senare landskaps- och stadslagar. I ett brev daterat 1611 till ståthållaren i Kalmar förordnade Karl IX, att en person som förtalat överheten skulle brännmärkas och mista båda öronen. Straffmetoden försvann i och med 1734 års lag, men förekom även senare i praktiken, bland annat då en falskmyntare på 1750-talet dömdes till livstids fängelse, 40 par spö och brännmärkning i pannan.

## Kuriosa
- Den amerikanska presidenten Theodore Roosevelts brännjärn var utformat som ett malteserkors.
- Den mexikanska revolutionären Pancho Villas brännjärn såg ut som en dödskalle.